# Выборы в Конституционную ассамблею Венесуэлы (1952)
Выборы в Конституционную ассамблею Венесуэлы состоялись 30 ноября 1952 года. Планировалось. что после избрания, депутаты Ассамблеи назначит временного президента, а затем подготовят новую конституцию страны. Несмотря на то, что выборы прошли в то время когда у власти в Венесуэле находилась военная хунта, а главная оппозиционная партия Демократическое действие была запрещена, их результаты преподнесли неприятный сюрприз властям. Уже первые результаты показали неожиданное поражение правящей хунты и победу Демократического республиканского союза, за который проголосовали 62,8 % избирателей. В результате военная хунта заблокировала публикацию окончательных результатов голосования и объявила временным президентом генерала Маркоса Переса Хименеса, что позднее подтвердила Конституционная Ассамблея, заседание которой оппозиционные партии бойкотировали.

## Предыстория
24 ноября 1948 года в Каракасе произошёл военный переворот, в результате которого был свергнут президент Ромуло Гальегос. К власти пришла военная хунта в составе подполковников Карлоса Дельгадо Чальбо, Маркоса Переса Хименеса и Луиса Фелипе Паэса. Дельгадо Чальбо стал Председателем военной хунты Венесуэлы (де-факто и. о. президента), Перес Хименес занял пост министра обороны, а Паэса возглавил Министерство внутренних дел. Парламент был распущен, партия Демократическое действие, из правящей ставшая главной оппозиционной силой, запрещена. Военная хунта отменила ряд законов, принятых при Гальегосе, в частности о повышении налога на иностранный капитал. 13 ноября 1950 года Дельгадо был похищен и убит при невыясненных обстоятельствах, новым главой хунты стал генерал Перес Хименес. В результате обещанное Дельгадо принятие нового избирательного законодательства было отложено. Новый глава военной хунты Перес Хименес подверг критике проект закона о выборах, посчитав, что предоставление избирательных прав всем лицам старше 18 лет приведёт к участию в голосовании неграмотных и несовершеннолетних. Только усиление давления как внутреннего, так и международного, заставило военные власти Венесуэлы принять новый избирательный закон и опубликовать его в апреле 1951 года.

## Кампания
Основная партия венесуэльской оппозиции, Демократическое действие, была запрещена, но не ограничившись этим, хунта специально запретила ей участвовать в выборах. Также была запрещена и Коммунистическая партия Венесуэлы. В результате главной легальной оппозиционной силой стала партия Демократический республиканский союз (ДРС). Руководство партии рассматривало вариант бойкота выборов, но в конечном счёте решило принять участие в них.
Оппозиции, ДРС во главе с Ховито Вильяльба и КОПЕЙ во главе с Рафаэлем Кальдера, пришлось представить правительству подробную информацию о деятельности своих партий, в том числе об организуемых при их участии мероприятиях, списках членов и партийных финансах. Кроме того, освещение в прессе предвыборных кампаний обеих партий было подвергнуто строжайшей цензуре.
Перед выборами была организована массовая кампания в поддержку выдвижения Переса Хименеса на пост президента. 5 ноября было объявлено, что Национальное движение собрало 1,6 млн подписей в поддержку главы военной хунты. Движение стало настолько заметным, что главе Избирательного совета пришлось выступить в прессе с напоминанием избирателям, что им предстоит избирать Конституционную ассамблею, а не президента.

## Результаты
Первые результаты голосования преподнесли хунте неприятный сюрприз. Уже после подсчёта примерно трети голосов выяснилось, что победу одерживает оппозиция. Так, в поддержку ДРС было отдано 147 065 голосов избирателей, в то время как за проправительственную партию Независимый избирательный фронт (исп. Frente Electoral Independiente — FEI) проголосовало приблизительно 50 000 человек. После этого Перес Хименес запретил дальнейшее освещение в прессе подсчёта голосов. Окончательные результаты выборов были объявлены 2 декабря. Согласно данным Избирательного совета Независимый избирательный фронт (НИФ) получил 788 086 голосов, за ДРС проголосовали 638 336 избирателей, а за КОПЕЙ 300 309 человек. Лидеры Демократического действия в изгнании заявили, что ДРС и КОПЕЙ вместе собрали 1,6 из 1,8 млн голосов, что означало получение ими 87 мест в Ассамблее из 103. Неофициальные результаты, опубликованные Армандо Велосом Мансера, показали, что за ДРС проголосовали около 1 198 000 избирателей, за НИФ — 403 000, за КОПЕЙ — 306 000. Некоторые детали в официальных результатах голосования на уровне штатов свидетельствуют о мошенничестве при распределении мест. В некоторых штатах ДРС имел право на одно из двух мест на основании своей доли голосов, но не получил ни одного.

## Последствия
После объявления результатов выборов в Конституционную ассамблею правящая хунта подала в отставку, передав власть военным, которые объявили Переса Хименеса временным президентом Венесуэлы. Первое заседание Ассамблеи состоялось 9 января 1953 года. Воспользовавшись тем что ДРС и КОПЕЙ бойкотировали его, депутаты от НИФ ратифицировали результаты выборов и избрали Переса Хименеса президентом Венесуэлы. Позднее Конституционная ассамблея разработала новую конституцию, которая была обнародована в апреле 1953 года.